# Kelurahan Jembatan Lima
Kelurahan Jembatan Lima är en administrativ by i Indonesien.   Den ligger i provinsen Jakarta, i den västra delen av landet. Huvudstaden Jakarta ligger i Kelurahan Jembatan Lima.